# Waldburg (Horní Rakousy)
Waldburg je obec v okrese Freistadt v rakouské spolkové zemi Horní Rakousy.

## Geografie
Waldburg leží v oblasti Mühlviertel. Oblastí Waldburgu protékají potoky Jaunitz a Kronbach. Nejvyšším bodem je Sepp'n Höhe (780 m n. m.).

### Osady
- Freudenthal
- Harruck
- Lahrndorf
- Marreith
- Mitterreith
- Oberschwandt
- Prechtleinschlag
- Sankt Peter
- Schöndorf
- Unterschwandt
- Waldburg

## Památky
Farní kostel ve Waldburgu má tři nádherné pozdně gotické křídlové oltáře. Hlavní oltář je zasvěcený Máří Magdaléně. Pravý boční oltář je zasvěcen svatému Wolfgangovi a levý boční oltář je zasvěcen svaté Kateřině.
Muzeum Mini Agrimundus: Tradiční miniatury z venkovského života.

## Partnerská města
Waldburg je partnerským městem Waldburgu v okrese Ravensburg ve spolkové zemi Bádensko-Württembersko v Německu.